# Palazzo Pecci
Il Palazzo Pecci è un edificio rinascimentale che si trova a Carpineto Romano.

## Storia

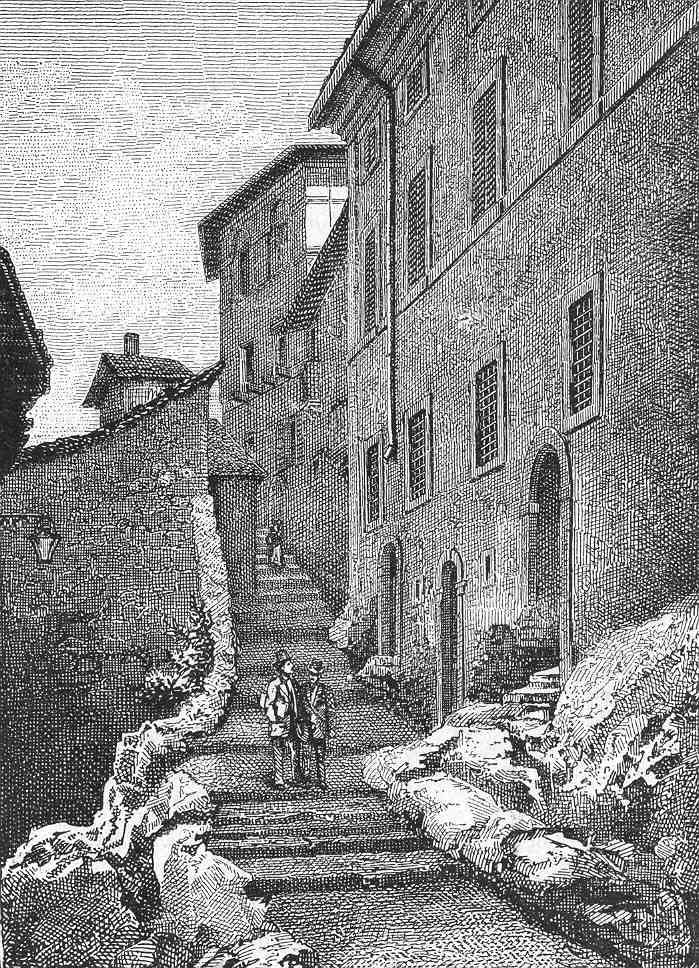
Palazzo Pecci di Carpineto in un'illustrazione di Dante Paolucci

I Pecci romani derivavano dall'omonimo antico ed influente casato di Siena. Antonio si stabilì a Carpineto acquistando il 29 agosto 1500 una casa adiacente al castello De Ceccano che, dopo il 1575, passerà in proprietà dei suoi eredi.
Il Palazzo di Carpineto, con il giardino, è stato efficacemente fatto mantenere dalla contessa Heleda Pecci Castrignano (consorte veneta del conte Giovanni Battista II, pronipote di Leone XIII, da cui discendono gli odierni proprietari), unitamente a tutti i preziosi ricordi familiari e del pontefice. 

## Descrizione

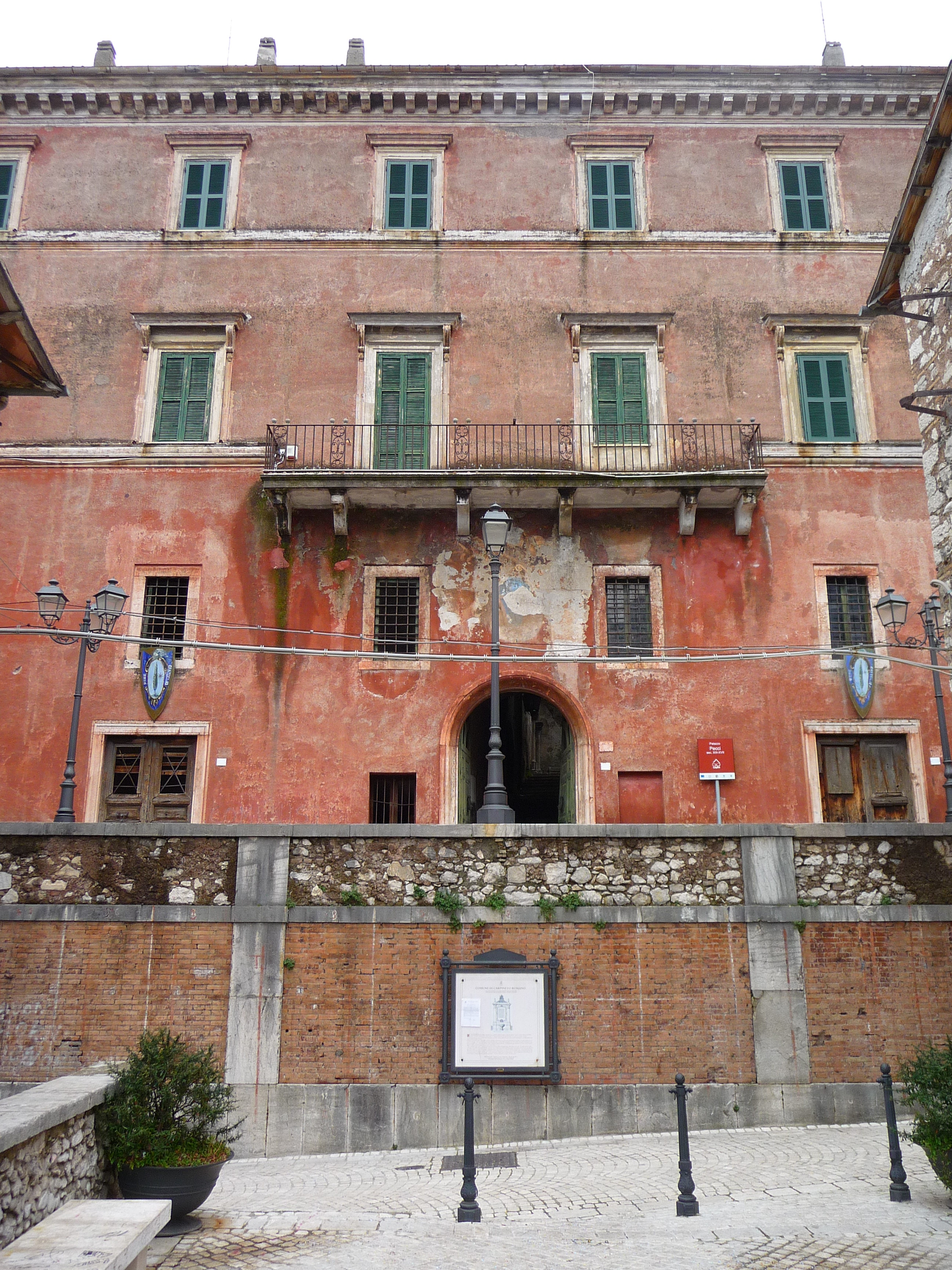
Palazzo Pecci nel 2010

Il Palazzo è composto da una cappella privata, da una ricca biblioteca (con 20.000 testi, costituita da Lodovico e potenziata dal figlio papa che, quando gli era permesso, ritornava nella casa dove nacque il 2 marzo 1810), dalla sala lunga (con affreschi e ritratti), dalla sala delle fettucce (con pregevoli decorazioni, arredi e pavimento in maiolica), dalla camera di Monsignore (dove dormiva il futuro papa in un ricco letto a baldacchino, vicino a un canterano decorato con madreperla e al ritratto della santa dei Pecci, la beata Margherita, vissuta nel Trecento), dalla sala quadra (con raffigurazioni dei Pecci e di reali europei) e dalle cucine.
Oggigiorno presenta un museo dedicato alla storia di questa nobile casata e del suo esponente più illustre, papa Leone XIII.

## Palazzo Pecci e i pontefici

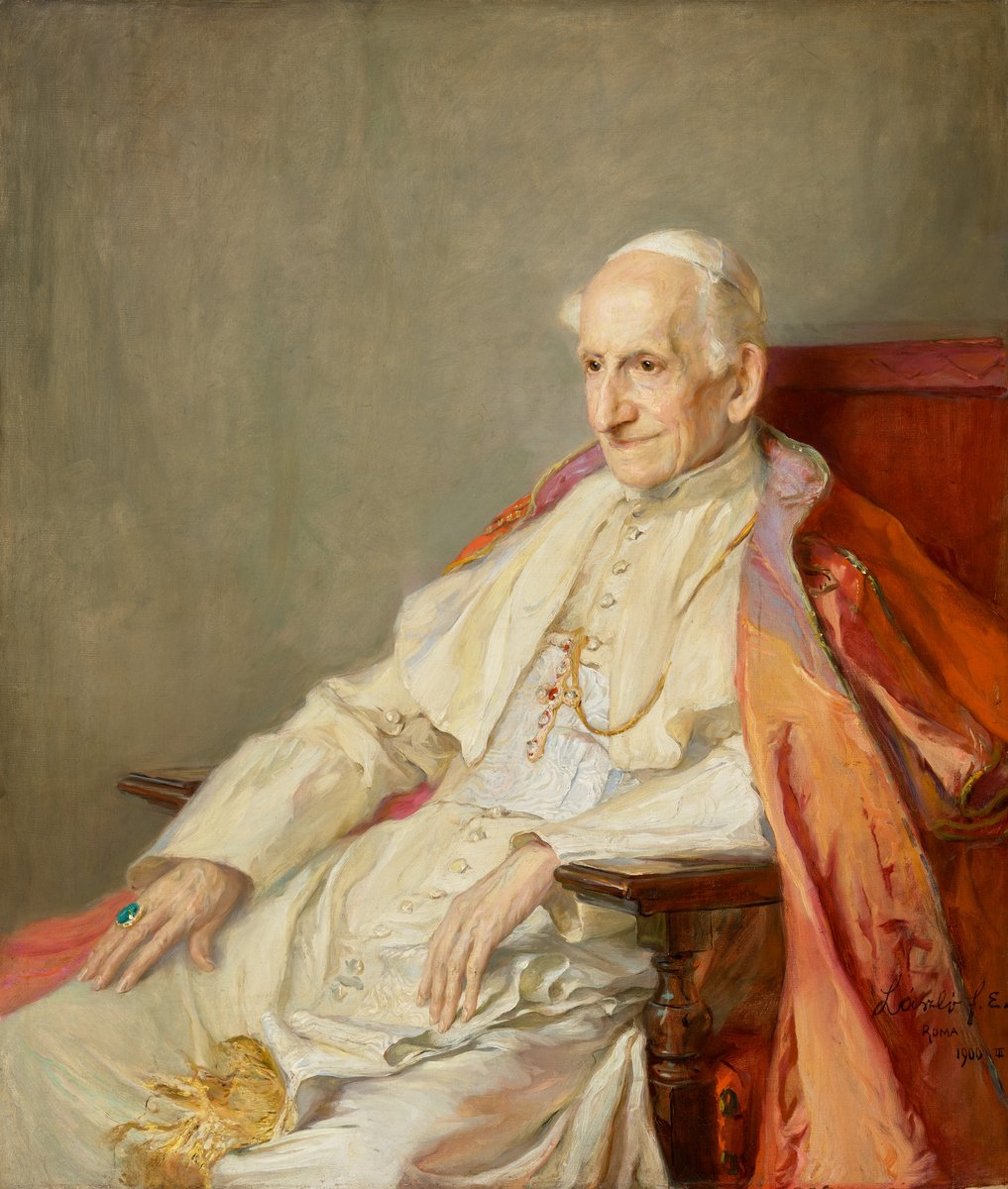
Papa Leone XIII ritratto da Philip de László nel 1900

Palazzo Pecci è stato visitato da tre pontefici: Paolo VI, nel 1966; Giovanni Paolo II, nel 1991, per celebrare il centenario dell'enciclica Rerum Novarum, promulgata da Leone XIII, moderno capo della Chiesa cattolica che, per la prima volta, propose il tema delle questioni sociali e la tutela dei ceti più deboli; infine Benedetto XVI, nel 2010. 
Leone XIII, già vescovo di Perugia, dove spesso soggiornava nel vicino castello di Pieve del Vescovo (salito al soglio pontificio, canonizzò le due popolari mistiche umbre Rita da Cascia e Chiara da Montefalco), fece molto per il proprio paese natale: i cittadini di Carpineto furono tra i primi ad avere l'illuminazione pubblica a gas di acetilene, e il pontefice fece realizzare un moderno acquedotto, l'ospedale, alcune scuole e la prima cooperativa di credito.